# Rosalba alboapicalis
Rosalba alboapicalis là một loài bọ cánh cứng trong họ Cerambycidae.